# سیارک ۴۰۹۴
سیارک ۴۰۹۴ (به انگلیسی: 4094 Aoshima، نامگذاری:1987QC) چهار هزار و نود و چهارمین سیارک کشف شده‌است که در ۲۶ اوت ۱۹۸۷ کشف شد.
قدر مطلق سیارک برابر ۱۳٫۲۰ است.